# 杭特·格林
克里斯蒂安·杭特·格林（1999年8月6日—），為美國職棒大聯盟的投手，目前效力於辛辛那提紅人。他是2017年大聯盟選秀的選秀榜眼。
格林在2022年登上大聯盟，他在生涯第二場先發就投出39顆超過100英里的速球，打破大聯盟單場紀錄。

## 職業生涯

### 小聯盟
儘管在加入選秀前，各界媒體都一致認為格林有極大機會可以成為選秀狀元。但握有狀元籤的雙城隊最終選擇Royce Lewis，握有榜眼籤的紅人隊則選下格林。在新人聯盟期間，格林曾嘗試投打二刀流。不過他投球吞下1敗，防禦率高達12.46，打擊率2成33也不算太突出。
升上1A後，格林遭逢震撼教育。前五場先發防禦率高達13.97，被打擊率高達4成20。不過他隨即修正回來，連續9場先發防禦率僅2.78，還入選全明星未來之星賽。2019年3月，格林進行湯米約翰手術，導致球季報銷。
2020年，小聯盟賽事因疫情暫停。2021年，他從2A繼續奮戰。他前7場先發拿下5勝，防禦率1.98，因此他在6月中升上3A。他在3A拿下5勝8敗，防禦率4.13。球季結束後，紅人為了避免他被其他球隊以規則五選秀選走，因此將他加進40人名單內。

### 辛辛那提紅人
由於在春訓表現出色，因此格林成功入選球隊的大聯盟開幕戰名單。2022年4月10日，格林登上大聯盟。他面對衛冕軍亞特蘭大勇士先發5局失3分拿下大聯盟首勝。4月17日，他先發面對洛杉磯道奇投出39顆球速超過100英里的速球，打破由賈寇伯·迪格隆的單場33顆舊紀錄。不過最後紅人以2比5輸球。

## 個人生活
格林一家目前定居在加州，而他有一個妹妹和一個弟弟。他的妹妹在5歲時就罹患白血病，不過在9歲時狀況好轉。此外，格林還會畫畫和拉小提琴。

## 外部連結
- 球員資訊和成績在MLB ，ESPN ，Baseball Reference，Baseball Reference (Minors) ，Fangraphs，The Baseball Cube （英文）
- 杭特·格林的Instagram帳戶
- 杭特·格林的X（前Twitter）